# Mexico International 1967
Die Mexico International 1967 im Badminton fanden vom 23. bis zum 27. November in Mexiko-Stadt statt. Es waren Sportler aus Thailand, den USA, Kanada und Mexiko am Start.
Im Herreneinzel besiegte Antonio Rangel im Viertelfinale Rod Starkey mit 15–9 und 15–4 sowie im Halbfinale Jamie Paulson mit 15–6, 6–15 und 15–11. Im Doppel unterlagen die Rangel-Brüder gegen Stan Hales und Rod Starkey im Semifinale. Durch eine Blinddarmentzündung bei Jamie Paulson ging das Finale dann kampflos an Hales und Starkey.
Bei den Damen siegten im Halbfinale Carolina Allier über Carlene Starkey (11–5, 11–4) und Diane Hales über Ernestina Rivera (11–12, 11–5, 11–8).
Die Halbfinale im Mixed gewannen Channarong Ratanaseangsuang und Carolina Allier gegen Rod Starkey und Carlene Starkey (15–5, 15–9) sowie Stan Hales und Diane Hales gegen Oscar Luján und Josefina Tinoco (15–12, 15–3).

## Finalresultate
| Disziplin    | Sieger                      | Finalist                                    | Ergebnis           |
| ------------ | --------------------------- | ------------------------------------------- | ------------------ |
| Herreneinzel | Channarong Ratanaseangsuang | Antonio Rangel                              | 15–8, 6–15, 15–12  |
| Dameneinzel  | Carolina Allier             | Diane Hales                                 | 11–7, 8–11, 11–8   |
| Herrendoppel | Stan Hales Rod Starkey      | Channarong Ratanaseangsuang Jamie Paulson   | w.o.               |
| Damendoppel  | Carlene Starkey Diane Hales | Carolina Allier Josefina Tinoco             | 11–15, 15–6, 15–12 |
| Mixed        | Stan Hales Diane Hales      | Channarong Ratanaseangsuang Carolina Allier | 15–5, 15–9         |